# Дюрант, Изабель
Изабель Дюрант (англ. Isabel Durant, род. 21 декабря 1991, Сидней, Австралия) — австралийская актриса
, танцовщица, фотомодель. Наиболее известна ролью Ондины в сериале «Секрет острова Мако» и ролью Грейс Уитни в сериале «Танцевальная академия».

## Биография
Изабель родилась в городе Сидней, в семье Тони и Полин Дюрант. В возрасте 3-х лет родители решили отдать свою дочь в танцевальную школу «Loreto Kirribilli», где Изабель проявляла огромные успехи. После длительного обучения в «Loreto Kirribilli», в 14-летнем возрасте она решила попробовать себя в чём-то новом. Изабель поступила в свой первый драматический класс. Чуть позже она приняла участие в нескольких модельных съёмках. В 2010 году Изабель, сразу по окончании средней школы, приняла участие в третьем сезоне австралийской версии популярного танцевального телешоу «So You Think You Can Dance», где она показала свои танцевальные способности. В 2011 году Изабель проходит прослушивание на роль Грейс Уитни в сериал «Танцевальная академия».

## Фильмография
| Год       | Название                | Оригинальное название               | Роль                               | Примечания                                                |
| --------- | ----------------------- | ----------------------------------- | ---------------------------------- | --------------------------------------------------------- |
| 2007      | Шик, блеск, красота     | Razzle Dazzle: A Journey into Dance | Танцовщица из труппы мисс Элизабет | Фильм                                                     |
| 2012—2013 | Танцевальная академия   | Dance Academy                       | Грейс Уитни                        | Главная роль (2-3 сезоны), 39 эпизодов                    |
| 2013      | Врачи с острова Надежды | Reef Doctors                        | Эмма                               | Эпизоды: 1.3, 1.12                                        |
| 2013      | Лагерь                  | Camp                                | Динна                              | Эпизоды: «Capture the Flag», «The Mixer», «CIT Overnight» |
| 2015—2016 | Тайны острова Мако      | Mako: Island of Secrets             | Ондина                             | Главная роль                                              |
| 2017      | Это мы                  | This is Us                          | Келли                              | Эпизод: «Number One»                                      |
| 2018      | Сама жизнь              | Life Itself                         | Шари Дикштейн                      | Фильм                                                     |
| 2020—2021 | Дни нашей жизни         | Days of Our Lives                   | Клэр Брэди                         |                                                           |